# 미야하라 나미
미야하라 나미(일본어: 宮原 永海)는 일본의 성우이자 가수로, 주로 오스트리아의 빈과 일본의 도쿄도를 중심으로 활동하고 있다. 일본어는 물론 영어와 독일어를 구사할 줄 알며, 영어로 직접 자신이 작사하기도 한다. 일본의 일렉트로니카 그룹인 겐키 로케츠에서는 겐키 로케츠의 설정 상의 보컬인 '루미'의 역할을 미국의 가수인 레이철 로즈와 같이 담당하기도 한다. 성우로서의 주요 작품으로는 오쟈마죠 도레미로, 야다 마사루(한국어판에서는 영호), 아스카 모모코(한국어판에서는 나모모)와 그녀의 요정 니니의 역할을 맡았다.

## 성우 활동

### 출연 작품

#### TV 애니메이션
1997년
- 꿈의 크레용 왕국(유크타크)

1998년
- 성 루미나스 여학원(이리나 고와노브)

1999년
- 꼬마 마법사 레미(야다 마사루)

2000년
- 꼬마 마법사 레미 #(야다 마사루)

2001년
- 꼬마 마법사 레미 더욱더(야다 마사루, 아스카 모모코)

2002년
- 꼬마 마법사 레미 콰쾅!(야다 마사루, 아스카 모모코)

2005년
- 숲속의 전설 무시킹(포포)

2006년
- 나왔어요! 파워 퍼프 걸 Z(롤링 버블스(고토쿠지 미야코))

2008년
- 이나즈마 일레븐(코구레 유야)
- 캐산 Sins(류즈)

2011년
- 유희왕 제알(츠쿠모 아카리)

#### OVA
2004년
- 꼬마 마법사 레미 비밀(야다 마사루, 아스카 모모코)